# エド・ハーマン
エド・ハーマン（Ed Herman、1980年10月2日 - ）は、アメリカ合衆国の男性元総合格闘家。ワシントン州バンクーバー出身。

## 来歴
中学時代と高校時代はレスリングとアメリカンフットボールをやっていた。高校卒業後にチームクエストで総合格闘技の練習を始めた。
2004年7月25日、初参戦となったパンクラスでヒース・シムズ、チェール・ソネンとともにパンクラスvsチーム・クエスト3対3対抗戦に出場。大将戦で三崎和雄に肩固めで敗れ、対抗戦も1勝2敗となりパンクラスチームに敗れた。
2005年3月26日、SportFightライトヘビー級タイトルマッチでグローバー・テイシェイラと対戦し、3-0の判定勝ちを収め王座獲得に成功した。

### The Ultimate Fighter
2006年4月6日、リアリティ番組「The Ultimate Fighter」のシーズン3にケン・シャムロック率いるチーム・シャムロックのミドル級選手として参加。エリミネイションバウトではダニー・アバディを腕ひしぎ十字固めで破り、トーナメント準決勝ではローリー・シンガーにチョークスリーパーで一本勝ちし、決勝に進出。フィナーレでの決勝ではケンドール・グローブに判定で敗れ、トーナメント準優勝となった。

### UFC
2007年6月16日、UFC 72でスコット・スミスと対戦し、チョークスリーパーで一本勝ち。サブミッション・オブ・ザ・ナイトを受賞した。
2007年11月17日、UFC 78でジョー・ドークセンと対戦し、左フックでKO勝ち。ノックアウト・オブ・ザ・ナイトを受賞した。
2012年8月11日、UFC 150でジェイク・シールズと対戦し、0-3の判定負け。試合後の薬物検査でシールズに陽性反応が検出されたため、ノーコンテストに変更となった
2013年5月18日、Strikeforce初出場となったStrikeforce: Marquardt vs. Saffiedineでホナウド・ジャカレイと対戦し、キムラロックで一本負けを喫した。
2013年7月27日、UFC on FOX 8でトレバー・スミスと対戦し、2-1の判定勝ち。ファイト・オブ・ザ・ナイトを受賞した。
2016年1月17日、ライトヘビー級転向初戦となったUFC Fight Night: Dillashaw vs. Cruzでティム・ボッシュと対戦し、右膝蹴りでKO勝ち。パフォーマンス・オブ・ザ・ナイトを受賞した。
2016年7月30日、UFC 201でライトヘビー級ランキング11位のニキータ・クリーロフと対戦し、左ハイキックでKO負けを喫した。
2023年4月15日、UFC on ESPN: Holloway vs. Allenでザック・カミングスと対戦し3RTKO負け。試合後に対戦相手のカミングスと共にグローブをマットに置き現役引退を表明した。

## 戦績
| 総合格闘技 戦績 | 総合格闘技 戦績 | 総合格闘技 戦績 | 総合格闘技 戦績 | 総合格闘技 戦績 | 総合格闘技 戦績 | 総合格闘技 戦績 |
| --------------- | --------------- | --------------- | --------------- | --------------- | --------------- | --------------- |
| 43 試合         | (T)KO           | 一本            | 判定            | その他          | 引き分け        | 無効試合        |
| 26 勝           | 7               | 14              | 5               | 0               | 0               | 1               |
| 16 敗           | 4               | 6               | 6               | 0               | 0               | 1               |

| 勝敗 | 対戦相手                 | 試合結果                             | 大会名                                                           | 開催年月日     |
| ×    | ザック・カミングス       | 3R 4:13 TKO（左ストレート→パウンド） | UFC on ESPN 44: Holloway vs. Allen                               | 2023年4月15日  |
| ×    | アロンゾ・メニフィールド | 5分3R終了 判定0-3                    | UFC 265: Lewis vs. Gane                                          | 2021年8月7日   |
| ○    | マイク・ロドリゲス       | 3R 2:41 キムラロック                 | UFC Fight Night: Waterson vs. Hill                               | 2020年9月12日  |
| ○    | ハディス・イブラヒモフ   | 5分3R終了 判定3-0                    | UFC Fight Night: Zabit vs. Kattar                                | 2019年11月9日  |
| ○    | パトリック・カミンズ     | 1R 3:39 TKO（右膝蹴り→パウンド）     | UFC Fight Night: dos Anjos vs. Lee                               | 2019年5月18日  |
| ×    | ジアン・ヴィランテ       | 5分3R終了 判定1-2                    | UFC Fight Night: Volkan vs. Smith                                | 2018年10月27日 |
| ×    | CB・ダラウェイ           | 5分3R終了 判定0-3                    | The Ultimate Fighter 25 Finale                                   | 2017年7月7日   |
| ×    | ニキータ・クリーロフ     | 2R 0:40 KO（左ハイキック）           | UFC 201: Lawler vs. Woodley                                      | 2016年7月30日  |
| ○    | ティム・ボッシュ         | 2R 1:39 KO（右膝蹴り）               | UFC Fight Night: Dillashaw vs. Cruz                              | 2016年1月17日  |
| ×    | デレク・ブランソン       | 1R 0:36 TKO（左ストレート→パウンド） | UFC 183: Silva vs. Diaz                                          | 2015年1月31日  |
| ○    | ハファエル・ナタル       | 5分3R終了 判定3-0                    | UFC Fight Night: Brown vs. Silva                                 | 2014年5月10日  |
| ×    | ターレス・レイチ         | 5分3R終了 判定0-3                    | UFC 167: St-Pierre vs. Hendricks                                 | 2013年11月16日 |
| ○    | トレバー・スミス         | 5分3R終了 判定2-1                    | UFC on FOX 8: Johnson vs. Moraga                                 | 2013年7月27日  |
| ×    | ホナウド・ジャカレイ     | 1R 3:10 キムラロック                 | Strikeforce: Marquardt vs. Saffiedine                            | 2013年1月12日  |
| －   | ジェイク・シールズ       | ノーコンテスト（薬物検査失格）       | UFC 150: Henderson vs. Edgar 2                                   | 2012年8月11日  |
| ○    | クリフォード・スタークス | 2R 1:43 リアネイキドチョーク         | UFC 143: Diaz vs. Condit                                         | 2012年2月4日   |
| ○    | カイル・ノーク           | 1R 4:15 ヒールフック                 | UFC Live: Hardy vs. Lytle                                        | 2011年8月14日  |
| ○    | ティム・クレデュー       | 1R 0:48 TKO（右アッパー→パウンド）   | The Ultimate Fighter 13 Finale                                   | 2011年6月4日   |
| ×    | アーロン・シンプソン     | 2R 0:17 TKO（左膝の負傷）            | UFC 102: Couture vs. Nogueira                                    | 2009年8月29日  |
| ○    | デビッド・ロワゾー       | 5分3R終了 判定3-0                    | UFC 97: Redemption                                               | 2009年4月18日  |
| ×    | アラン・ベルチャー       | 5分3R終了 判定1-2                    | UFC Fight Night: Diaz vs. Neer                                   | 2008年9月17日  |
| ×    | デミアン・マイア         | 2R 2:27 三角絞め                     | UFC 83: Serra vs. St-Pierre 2                                    | 2008年4月19日  |
| ○    | ジョー・ドークセン       | 3R 0:39 KO（左フック）               | UFC 78: Validation                                               | 2007年11月17日 |
| ○    | スコット・スミス         | 2R 2:25 チョークスリーパー           | UFC 72: Victory                                                  | 2007年6月16日  |
| ○    | クリス・プライス         | 1R 2:58 腕ひしぎ十字固め             | UFC Fight Night: Evans vs. Salmon                                | 2007年1月25日  |
| ×    | ジェイソン・マクドナルド | 1R 2:43 三角絞め                     | Ortiz vs. Shamrock 3: The Final Chapter                          | 2006年10月10日 |
| ×    | ケンドール・グローブ     | 5分3R終了 判定0-3                    | The Ultimate Fighter 3 Finale 【ミドル級トーナメント 決勝】      | 2006年6月24日  |
| ○    | デイブ・メネー           | 1R終了時 TKO（タオル投入）           | Extreme Challenge 63                                             | 2005年7月23日  |
| ○    | ニック・トンプソン       | 1R TKO（負傷）                       | Hand 2 Hand Combat                                               | 2005年6月17日  |
| ○    | ロメス・ブロウアー       | 1R 2:47 腕ひしぎ十字固め             | IFC: Mayhem in Montana 【ISKA MMA世界ミドル級王座決定戦】        | 2005年4月30日  |
| ○    | グローバー・テイシェイラ | 5分3R終了 判定3-0                    | SportFight 9: Respect 【SportFightライトヘビー級タイトルマッチ】 | 2005年3月26日  |
| ×    | ジョー・ドークセン       | 3R 2:12 三角絞め                     | SportFight 7: Frightnight                                        | 2004年10月23日 |
| ○    | ブライアン・エバーソール | 2R 三角絞め                          | SportFight 5: Stadium                                            | 2004年8月28日  |
| ×    | 三崎和雄                 | 2R 3:31 肩固め                       | PANCRASE 2004 BRAVE TOUR                                         | 2004年7月25日  |
| ○    | シェイン・デイヴィス     | 3R 腕ひしぎ十字固め                  | SportFight 4: Fight For Freedom                                  | 2004年6月26日  |
| ○    | コリー・デヴェラ         | 1R 3:20 腕ひしぎ十字固め             | PFA: Pride and Fury                                              | 2004年6月3日   |
| ○    | ジェイスン・フライン     | 2R 3:48 腕ひしぎ十字固め             | SportFight 3: Dome                                               | 2004年4月17日  |
| ○    | ジャスティン・ホーズ     | 2R 3:45 腕ひしぎ十字固め             | DesertBrawl 10 【DesertBrawlミドル級タイトルマッチ】             | 2004年4月3日   |
| ○    | デリック・ダウニー       | 3R 2:14 TKO（パンチ連打）            | SportFight 1: Revolution                                         | 2004年2月21日  |
| ○    | リッチ・ガーリン         | 4R 2:17 V1アームロック               | PPKA: Ultimate Fight Night 3                                     | 2004年1月3日   |
| ○    | ライアン・ポープ         | 1R 0:24 腕ひしぎ十字固め             | DesertBrawl 9 【DesertBrawlミドル級王座決定戦】                  | 2003年11月8日  |
| ×    | シェイン・デイヴィス     | 1R 2:18 腕ひしぎ十字固め             | TQP Sport Fight: Second Coming                                   | 2003年8月23日  |
| ○    | ライアン・ポープ         | 1R 2:38 腕ひしぎ十字固め             | Xtreme Ring Wars 2                                               | 2003年5月10日  |

## 獲得タイトル
- DesertBrawlミドル級王座（2003年）
- SportFightライトヘビー級王座（2005年）
- ISKA MMA世界ミドル級王座（2005年）

## 表彰
- UFC ファイト・オブ・ザ・ナイト（2回）
- UFC ノックアウト・オブ・ザ・ナイト（1回）
- UFC サブミッション・オブ・ザ・ナイト（2回）
- UFC パフォーマンス・オブ・ザ・ナイト（1回）